# 锡金王国国徽
锡金王国国徽又叫Kham-sum-ongdu，作为锡金王国政府的标志。它是后来锡金王室先前的标志。

## 概览
位于中央的盾牌由两侧的龙扶持着，中央的元素还包括用莲花装饰的佛教的法轮。位于上方的是一个更像是纹着欧洲纹章的帽盔，再上面就是右旋海螺和一个代表唤醒弟子并督促他们去实现自己和他人福祉的佛法的普遍心声佛教符文。
徽章的底部有藏文的Kham-sum-ongdu字样，字面上的意思是三个世界的征服者。 
随着锡金王国被印度吞并并且锡金王室被罢黜，锡金王国国旗丧失官方地位，但是徽章得以保留。

## 注脚
1. ↑  Tenzin C. Tashi, “Kham-sum-ongdu”，南嘉王朝王室卫队的标志 （页面存档备份，存于）